# Hedyotis nigrescens
Hedyotis nigrescens är en måreväxtart som beskrevs av Elmer Drew Merrill. Hedyotis nigrescens ingår i släktet Hedyotis och familjen måreväxter.
Artens utbredningsområde är Vietnam. Inga underarter finns listade i Catalogue of Life.